# Jean-Baptiste-Joseph Brelle
Jean-Baptiste-Joseph Brelle dit Corneille Brelle, né à Douai le 18 août 1754 et mort au Cap-Haïtien le 22 juillet 1819, est le chef de la religion catholique en Haïti, en tant que Grand archevêque impérial puis royal, depuis la sécession avec le Vatican. Il couronna les deux premiers souverains d'Haïti : l'empereur Jacques Ier et le roi Henri Ier.   
Haïti étant un pays catholique éloigné de Rome et en rupture avec l'autorité du pape, dès l'indépendance du pays en 1804, Brelle fut choisi comme dirigeant de l'Église catholique dans le pays. C'est ainsi qu'il en devient le grand-archevêque avec un pouvoir spirituel équivalent avec celui du pape en Europe occidentale.

## Carrière religieuse
Brelle entre comme novice chez les capucins de Douai le 11 avril 1774. Le 10 août 1775, il fit sa profession, sous le nom de Père Corneille, il fut également appelé Père Corneille "Brêle". En 1787, il est envoyé, en qualité de missionnaire, à Saint-Domingue alors colonie française. Après la Révolution française, les Haïtiens se révoltent contre l'occupation française. Durant cette période de guerre d'indépendance, Brelle se réfugie dans l'autre partie de l'île (future République Dominicaine) sous domination espagnole.
Le 5 août 1802, durant l'expédition de Saint-Domingue, il est nommé curé à Limonade par un arrêté du général Leclerc, alors capitaine-général de la colonie, sur proposition du vicaire apostolique.

## Grand-archevêque d'Haïti

### L'Empire
En 1804, Haïti prend enfin son indépendance avec à la tête du pays le général  Jean-Jacques Dessalines qui souhaite légitimer son pouvoir. Le 8 octobre 1804, lorsque Dessalines fut proclamé empereur, il voulut être sacré ; il éleva alors Brelle au rang de grand archevêque d'Haïti, qui lui donna l'onction-sainte et le couronna empereur d'Haïti, sous le nom de Jacques Ier. 
Sous le Premier empire, il exerce une autorité réelle sur les fidèles en remplacement de l'autorité du pape Pie VII. En tant que dirigeant spirituel, il nomme les évêques et décide de l'organisation religieuse et des célébrations chrétiennes dans le pays. Pendant le règne de Dessalines, Brelle réside dans la grande cathédrale Notre-Dame-de-l'Assomption de Port-au-Prince. En 1806, à la mort de Dessalines, l'Empire s'effondre à la suite d'un coup d'État.

### La monarchie
Le général haïtien Henri Christophe, qui s'était emparé du pouvoir dans le Nord du pays, voulut aussi placer une couronne sur sa tête; et c'est encore du grand-archevêque Brelle qu'il reçut la consécration au nom d'Henri Ier, roi d'Haïti. En 1811, Christophe envoie à Jean-Gabriel Peltier à Londres une dépêche pour le Pape Pie VII afin d’obtenir une « institution canonique » de son archevêque. Malheureusement il n’aura jamais de réponse.  
Sous la monarchie, Brelle ne réside plus dans la grande cathédrale mais dans la Chapelle royale construite par le nouveau roi à Milot, à côté du palais royal. Sous le règne du roi Henri, Brelle a beaucoup d'influence sur les religieux et il acquiert ainsi un assez grand pouvoir en Haïti puisque malgré la division du pays entre le régime de Christophe au Nord et le régime d'Alexandre Pétion au Sud, il conserve une réelle autorité sur les religieux sudistes.

## Fin de vie
Son esprit intrigant et son influence le porta à se mêler des affaires de l'État en temps de guerre civile, et il fut arrêté en 1819 par des insurgés opposés au gouvernement. Libéré grâce au soutien de ses fidèles, il meurt des suites de son incarcération le 22 juillet 1819 au Cap-Haïtien. Après sa mort, c'est le Père Eugène Tisserant qui lui succède comme Grand archevêque. 